# Thoracaster cylindratus
Thoracaster cylindratus är en sjöstjärneart som beskrevs av Percy Sladen 1883. Thoracaster cylindratus ingår i släktet Thoracaster och familjen Porcellanasteridae. Inga underarter finns listade i Catalogue of Life.